# История кокаина
История употребления кокаина насчитывает более пяти тысяч лет и восходит к индейцам Южной Америки, которые издавна использовали в качестве психостимулятора листья местного кустарника — коки. В Европу листья коки были привезены первыми путешественниками, открывшими Америку для европейцев. В 1859 году из них был выделен препарат, получивший название кокаин, в XX веке ставший вторым по значимости «проблемным наркотиком» (наркотическим веществом, злоупотребление которым представляет собой значительную социально-экономическую проблему).

## Кока в Южной Америке
Само слово «кока» произошло из языка одного из боливийских племён. Согласно древней легенде, одна из местных женщин вела разгульную жизнь, за что её убили, а тело разрезали пополам. Из тела вырос куст, который назвали «Мама Кока».
Коренные жители северных Анд (где произраставший в естественных условиях кустарник не требовал за собой ухода и давал по несколько урожаев в год) почитали «Маму коку» как добрую богиню, благоволившую человеку и осенявшую его своим могуществом.
В империи инков коку специально культивировали. Весь урожай считался собственностью императора. Жевание листьев коки было распространено среди жрецов и знати и в ряде государственных структур. Инки не использовали верховых животных, и все срочные сообщения доставлялись гонцами, которые для преодоления усталости и повышения выносливости брали с собой сушёные листья коки. Воинам перед длинными походами выдавались порции листьев коки, что ускоряло передвижение и позволяло преодолевать значительные расстояния. Процесс жевания листьев коки так прочно вошёл в жизнь индейцев, что стал своего рода мерой длины и времени.
Листья коки использовались индейцами в медицинских и религиозных целях, а также как средство для снятия усталости и голода. Считалось, что контакт с миром духов, осуществляющийся в результате воздействия растения на организм, укрепляет тело и душу. Прежде чем начать сбор урожая коки, индеец проводил ночь с женщиной, чтобы привести «Маму коку» в доброе расположение духа. При этом самодельный (слюнный) «раствор» сока растения втирался в мужской половой орган, чтобы усилить потенцию и продлить наслаждение.
В XVI веке, после завоевания империи инков, испанцы попытались запретить жевание листьев коки, но из-за массового недовольства местного населения и невозможности ограничения доступа к кустам коки от запрета пришлось отказаться. Начиная с 1575 года европейцы полностью взяли торговлю листьями коки под свой контроль. 82 % европейцев в Перу оказались так или иначе заняты этим производством. Когда Вторым Лимским Собором в 1567 году жевание коки было признано языческим обрядом и запрещено, известный юрист Хуан де Матьенсо (сторонник жёсткой эксплуатации индейцев и лоббист выращивания коки) в том же году заявил: «Не будь коки — не будет Перу», так как кока являлась одним из важнейших источников дохода вице-королевства Перу и, соответственно, Испанской империи.
В своём докладе о Перу Диего де Роблес (1570-е годы) сообщал: «кока Анд очень вредна для индейцев… от неё погибло очень много людей», имея в виду крайне высокую смертность при сборе коки, произраставшей в неблагоприятных для жизни человека условиях, что было вызвано массовым поражением индейцев инфекционными заболеваниями, разносчиками которых, как правило, были комары. Об этом же говорил в своём докладе королю Испании чиновник Фернандо Сантильян, приводивший сведения о том, что при инках выращивание коки не было распространено повсеместно, её лишь заготавливали для самого Инки и ряда высших чиновников, и только испанцы-энкомендеро начали сгонять индейцев в места произрастания коки для её сбора и заготовки, то есть с испанским завоеванием и началось массовое употребление коки среди местного населения.
После того, как употребление коки в Перу было официально разрешено испанскими властями, порции листьев стали выдаваться работникам 3-4 раза в день, для употребления во время кратких периодов отдыха. Контроль над доходами взяла на себя католическая церковь. В 1539 году епископ Куско установил обязательный десятипроцентный налог с каждого нового урожая коки. К этому времени изменившееся испанское законодательство позволило новым землевладельцам-конкистадорам захватить практически все гигантские плантации коки, созданные в XV веке индейцами инка.

## Распространение коки
Считается, что первым листья коки в Европу доставил в 1505 году Америго Веспуччи. Поначалу сами испанцы с презрением относились ко всем проявлениям культуры коренных жителей и поэтому не проявляли интереса к обычаям, связанным с жеванием листьев растения. Но вскоре отношение к коке здесь стало меняться; о коке заговорили как об «эликсире жизни». В 1569 году Никола Монардес назвал ощущения, возникающие при разжёвывании листьев, «великим удовольствием», заметив, что растение используется коренным населением и для погружения в «состояние безумия». Появились и первые свидетельства о целебных медицинских свойствах растения; об использовании его для лечения переломов и гноящихся ран сообщал, в частности, в 1609 году иезуит падре Блас Валера. Он же писал:

Кука является неким деревцом высотою и толщиною с виноградную лозу; у него мало ветвей, а на них много нежных листьев, шириною с большой палец и длиною с половину того же пальца, с приятным, но немного слабым запахом; эти листья индейцы и испанцы называют кука. Индейцам так нравится кука, что они ценят ниже неё золото и серебро, и драгоценные камни; её высаживают с великим вниманием и заботой, а с ещё большими — собирают; потому что они снимают сами листья руками и сушат их на солнце, и так сухими их едят индейцы, но не заглатывая их; они только смакуют запах и глотают сок. О том, какую пользу и силу таит в себе кука, можно заключить из того, что индейцы, которые едят её, проявляют больше силы и больше предрасположенности к труду; и множество раз, удовлетворенные ею, они трудятся целый день без еды. Кука предохраняет тело от многих заболеваний, и наши враги пользуются ею, растирая её в порошок, чтобы предупреждать и залечивать воспалившиеся язвы, чтобы укреплять переломанные кости, чтобы снимать озноб тела или предупреждать его появление, чтобы лечить гниющие язвы, полные червей. Итак, если она столь полезна для наружных заболеваний, обладая столь замечательными лечебными свойствами, не является ли она ещё более полезным и сильным лекарством для внутренностей тех, кто её ест?… Среди других целебных свойств куки называют её полезность для зубов.— Инка Гарсиласо де ла Вега. История государства Инков. Книга восьмая, глава XV.
Первое упоминание о коке в научных источниках относится к 1708 году и принадлежит германскому ботанику Герману Бургаве («Institutions Medicae»).
В течение всего XVIII века репутация коки в Европе неуклонно росла. В 1814 году британский журнал «Gentleman’s Magazine» призвал учёных приступить вплотную к исследованию растения, чтобы «человек мог использовать коку вместо еды, время от времени на месяц прекращая приём пищи в случае необходимости».
В 1821 году, после того, как медик, а также президент Перу Иполито Унануе прочитал доклад в Нью-Йорке, о свойствах коки узнали в США. В Европе же до 1850 года употребление коки было весьма ограничено.
Многие европейские ученые бились над тем, чтобы выделить активный алкалоид коки. Первым это сделал в 1855 году германский химик Фридрих Гедке (нем. Friedrich Gaedcke). Назвав полученный алкалоид C32H20NO8 эритроксилином (erythroxyline), он опубликовал подробное его описание в журнале «Archiv der Pharmazie».

## Открытие и популяризация кокаина
В 1856 году доктор Карл Шерцер, учёный, совершавший кругосветное путешествие на борту фрегата «Novara», по заказу лаборатории Вёлера привёз в 1859 году из Перу сундук с листьями коки, который был передан химику Альберту Ниману (нем. Albert Niemann) из Гёттингенского университета в Германии. Развив и усовершенствовав процесс очистки алкалоида, тот назвал его кокаином. Был получен также кокаиновый воск — C66H66O4 и ряд других продуктов. Шаг за шагом Ниманн описал проведённый им процесс в диссертации «О новом органическом основании, содержащемся в листьях кока» (нем. Über eine neue organische Base in den Cocablattern). Работа была опубликована в 1860 году и принесла ему докторскую степень. Ниманн умер, не завершив начатой работы. Исследования Майша и Вильяма Лессена (англ. Maisch, William Lessen) позволили определить точную формулу: C17H21NO4. Полный синтез кокаина удалось провести в 1897 году Рихарду Вильштеттеру в лаборатории Айнхорна.
В 1859 году итальянский доктор Паоло Мантегацца, вернувшись из Перу с листьями коки, занялся с ними экспериментами на себе самом, отчёт о которых опубликовал сначала в миланской прессе, затем в книге «Гигиенические и медицинские достоинства кока». Описав ощущения, которые наступали при жевании листьев, автор предположил, что растение может использоваться в «борьбе против налета на языке и газов, а также для отбеливания зубов».
Под влиянием всех этих медицинских и около-медицинских публикаций в Европе начали появляться тонизирующие напитки, содержащие настойку на листьях коки. Первые тоники и вина с содержанием коки появились во Франции в 1860-х годах. Мода на них быстро распространилась по всей Европе. В этих напитках могло содержаться от 3 до 160 миллиграмм активного алкалоида (кокаина) на порцию (стакан). Вина на листьях коки обычно содержали от 35 до 70 мг кокаина на стакан. Такой разброс в показателях был обусловлен не только различиями в рецептурах, но и собственно содержанием активного алкалоида в листьях, которое могло колебаться от 0.1 до 1,5 % от их массы:290. В 1863 году под впечатлением от публикации П. Мантегаццы химик Анжело Мариани начал производство вина, получившего название «вина Мариани» (Mariani Wine), — своего рода настойки на листьях коки, в которой алкоголь служил растворителем, способствуя выделению кокаина из листьев (в среднем 6 мг на унцию). По рецепту на приготовление бутылки вина (18 унций) требовалось две унции листьев коки:290. Папа Римский Лев XIII повсюду носил с собой фляжку кокаинового вина «Мариани». Он наградил Анжело Мариани, создателя напитка, золотой звездой Ватикана.
Сам Мариани утверждал, что готов опубликовать 13 томов благодарностей от потребителей, в числе которых были политики, актёры и практически «все врачи, обслуживавшие королевские семьи Европы».
С 1879 года после экспериментов В. К. Анрепа в Вюрцбургском университете начались исследования возможностей применения кокаина в анестезии. Карл Коллер положил начало использованию кокаина в офтальмологии, Генрих Квинке применил кокаин как анестетик при лечении позвоночника.

В 1883 году Теодор Ашенбрандт (нем. Theodor Aschenbrandt) рекомендовал кокаин к употреблению военнослужащим баварской армии и выяснил, что он повышает выносливость солдат во время манёвров. Опубликованный отчет о наблюдениях Ашенбрандта привлёк к проблеме внимание широкой медицинской общественности; в числе заинтересовавшихся ею оказался и Зигмунд Фрейд. В 1884 году Фрейд приступил к исследованиям психостимулирующих свойств кокаина, на собственном опыте проверяя его клинические эффекты. Он издал статью («Über Coca»), в которой пропагандировал кокаин как лекарство от депрессии, различных неврозов, сифилиса, алкоголизма, морфийной наркомании, сексуальных расстройств, и начал активно применять кокаин в своей психотерапевтической практике. Кокаин, как писал Фрейд, вызывает: 
…Подъём духа и продолжительную эйфорию, которая ничем не отличается от обычной эйфории здорового человека. Вы замечаете рост возможностей самоконтроля, прилив жизненных сил и увеличение работоспособности. Другими словами, остаетесь совершенно нормальным человеком, и очень скоро уже просто не верите, что находитесь под воздействием препарата… Продолжительная и интенсивная физическая работа выполняется, не оставляя ощущения усталости. Результат достигается без каких бы то ни было неприятных побочных эффектов, характерных для воздействия алкоголем. Абсолютно никакой тяги к кокаину не появляется ни после первого, ни после последующих применений лекарства.
Оригинальный текст (нем.)Die psychische Wirkung des Cocainum mur. in Dosen von 0,05 bis 0,10 Gramm besteht in einer Aufheiterung und anhaltenden Euphorie, die sich von der normalen Euphorie des gesunden Menschen in gar nichts unterscheidet. Es fehlt gänzlich das Alterationsgefühl, das die Aufheiterung durch Alkohol begleitet, es fehlt auch der für die Alkoholwirkung charakteristische Drang zur sofortigen Betätigung. Man fühlt eine Zunahme der Selbstbeherrschung, fühlt sich lebenskräftiger und arbeitsfähiger; aber wenn man arbeitet, vermisst man auch die durch Alkohol, Tee oder Kaffee hervorgerufene edle Excitation und Steigerung der geistigen Kräfte. Man ist eben einfach normal und hat bald Mühe, sich zu glauben, dass man unter irgend welcher Einwirkung steht
Под влиянием этой и нескольких последующих работ Фрейда образованные европейцы начали использовать кокаин.
В 1869 году кока проникла в Нью-Йорк: на рынки «Кью Гарденс» поступили первые семена растения. В 1876 году листья коки сделались своего рода спортивным допингом: вплоть до 1885 года британские мастера спортивной ходьбы на ходу жевали листья, добиваясь таким образом улучшения результатов. С 1880-х годов кокаин произвёл революцию в анестезии и стал рассматриваться медиками как своего рода панацея: сотни лекарств, содержащих кокаин, появились на рынке; они стали использоваться в травматологии, гинекологии; рекламировались как средства практически против всех заболеваний, так или иначе связанных с болью. Кокаин рекомендовали как средство «для укрепления детского здоровья», как «пищу для мозга» и вообще как средство «на все случаи жизни». Начали набирать популярность новые способы введения кокаина: интраназальный и внутривенный, при которых резко увеличивалась его биодоступность, в сравнении с традиционными пероральным и ингаляционным способами. Иногда средства, содержащие кокаин, выпускались с агонистами, такими как атропин, физостигмин, морфин. Некоторые препараты того времени против сенной лихорадки и астмы ничего, кроме кокаина, вообще не содержали:292. Производством кокаина занимались крупнейшие фармацевтические компании: Merck, Le Pharmacie Centrale de France, Parke-Davis. Последняя начала продажу кокаина в разных формах, включая раствор для внутривенных инъекций, к которому прилагалась игла. В рекламе компании утверждалось: продукт «заменит вам пищу, сделает труса храбрым, безмолвного — красноречивым… сделает страждущего бесчувственным к боли». В США в 1900 году кокаин вошёл в первую пятёрку самых продаваемых лекарств.
В 1885 году на рынок поступило изобретение Джона Пембертона — газированный напиток Кока-Кола, содержавший кокаин. В состав этого напитка входили листья коки и орехи кола, чем и было обусловлено название напитка. В 1906 году после принятия в США федерального закона «О чистоте пищи и лекарств» (англ.), из напитка кокаин был полностью выведен; в качестве стимулирующего ингредиента был оставлен лишь кофеин.
В Москве германский кокаин продавался в аптеках. В Мемфисе, Теннесси, в начале двадцатого века кокаин продавался в обычных аптеках и стоил от 5 до 10 центов в зависимости от размеров упаковки. По всему побережью Миссисипи работники использовали кокаин в качестве стимулирующего средства, причём белые работодатели повсеместно поощряли чернокожих к его использованию. «Его стимулирующие и доставляющие удовольствие свойства служат укреплению американского национального характера с его инициативностью, энергичностью, неуёмной активностью и безграничным оптимизмом», — писал психолог Рональд Зигель.

## «Кокаиновая паника» и запрет кокаина
Первые сообщения о том, что кокаин вызывает зависимость, появились в конце 1880-х годов; однако общественность США это обеспокоило лишь в начале XX века. Страну охватила «кокаиновая паника», имевшая, как отмечалось позже, социальную и расовую подоплёку. Антикокаиновая кампания развернулась здесь в 1900 году. Три года спустя Journal of Pharmacy выступил с необоснованным заявлением о том, что «большинство употребляющих кокаин — это картёжники, представители богемы, проститутки высшего и низшего класса, ночные портье и носильщики, взломщики, рэкетиры, сутенеры и наемные рабочие без определённых профессий». На развитии массового производства наркотика это не сказалось. В 1910 году в Амстердаме усилиями основных компаний-производителей — Merck, Sandoz и Hoffmann–La Roche — был создан первый в истории кокаиновый картель, называвшийся Cocaine Manufacturers Syndicate, причём его существование от широкой публики держалось в секрете. Несколько лет спустя на острове Ява владельцами голландских плантаций коки был создан конкурирующий синдикат.
Тем временем в американской прессе антикокаиновая кампания набирала силу. В 1914 году доктор Кристофер Кох (англ. Christopher Koch) из Общества фармацевтов штата Пенсильвания заявил в прессе, что «большинство нападений на белых женщин на Юге — это прямой результат дурманящего воздействия кокаина на негритянский мозг». За этой массовой истерией скрывался страх белого населения перед возможностью негритянских бунтов. «Ходили слухи о том, что кокаин придает некую сверхъестественную силу, особую хитрость и умение… Эти фантазии имели отношение к страху белых, а не к реальному действию кокаина, и явились всего лишь ещё одним поводом для усиления угнетения чернокожих», — писал Д. Мусто. В 1912 году кокаин рассматривался в числе других наркотических веществ на Опиумной Конвенции (Гаагская Конвенция (de La Haya). Выяснилось, что это смертельно опасное вещество: только в США к этому времени было зафиксировано 5 тысяч смертельных случаев, связанных с его употреблением. В 1914 году в США закон Харрисона о налогах на наркотические средства (англ.) наложил серьёзные ограничения на распространение кокаина. Он был официально объявлен наркотиком, а в 1922 году поставлен вне закона.
К этому времени расшифровка химической структуры кокаина дала толчок к синтезу таких известных местных анестетиков, как анестезин, новокаин и других. В связи с синтезом этих местных анестетиков к середине XX века кокаин был практически полностью вытеснен из медицинской практики. Тем не менее, в довоенные годы производство кокаина расширялось, причём лидирующие позиции захватила Япония, на долю которой в 1930-х годах приходились 23,3 % мирового производства кокаина (США — 21,3 %, Германия — 15 %, Великобритания — 9,9 %, Франция — 8,3 %).
Во время Второй мировой войны США предпринимали усилия по ограничению экспорта коки из Анд в страны Оси, что рассматривается исследователями в контексте политики монополизации США экспорта сырья для фармацевтической промышленности в этом регионе.

## Вторая половина XX — начало XXI века
В 1963 году кока и кокаин по решению ООН были внесены в список запрещенных веществ. Тем не менее употребление наркотика в разных его модификациях лишь росло. В 1970-х годах пресса заговорила о «кокаиновой эпидемии» в Южной Америке. Широкое распространение здесь получила новая курительная разновидность наркотика под названием базуко. Первыми о её опасности заговорили перуанские фармакологи; появились сообщения (в США поначалу прошедшие незамеченными) о наркоманах (исп. basuco pastaleros), которые непрерывным курением доводили себя до сумасшествия и нередко до гибели.
В 1976—1980 годах количество ввозимого в США кокаина выросло вдвое. Цена на кокаин резко упала — отчасти, благодаря (инспирированному ЦРУ, как полагали многие) перевороту в Боливии. В октябре 1982 года президент Рональд Рейган официально объявил кокаину войну, заявив о решимости «сделать всё необходимое, чтобы устранить эту наркотическую угрозу». Видимых результатов это не принесло.
К 2000 году страны Южной Америки экспортировали около 1000 тонн очищенного кокаина. В США (по данным на 2005 год) кокаиновый рынок составлял 50 млрд долларов. По данным на 2009 год 34 млн американцев старше 12 лет хотя бы раз пробовали кокаин. Ежегодно в США более 15 тысяч человек умирают от причин, напрямую связанных с употреблением кокаина.
Около двух процентов американцев употребляют кокаин регулярно; той же пропорции достигла Великобритания, где кокаин остаётся самым «модным» из наркотиков. В течение 2008 года здесь произошёл 25%-й скачок: общее число британцев, регулярно употребляющих кокаин, к началу 2009 года достигло одного миллиона. Установлено, что 6,8 % взрослого населения страны когда-либо пробовало кокаин; это наивысший показатель в Европе (на втором месте идёт Испания: 4,9 %), причём за последние 15 лет он в Великобритании вырос втрое.

## Исторические личности, употреблявшие кокаин
Кокаин традиционно считается великосветским и богемным наркотиком, его употребляли многие знаменитости XIX и XX веков. Несмотря на то, что уже в конце викторианской эпохи употребление кокаина считалось социальным пороком, есть сообщения о том, что продукты, его содержащие, употребляла сама королева Виктория и молодой Уинстон Черчилль.
Улисс С. Грант, употреблял «кокаиновое вино» ежедневно, работая над мемуарами. Зигмунд Фрейд в 1884 году приступил к исследованиям психостимулирующих свойств кокаина, на собственном опыте проверяя его клинические эффекты. Он с восторгом писал об эйфории и «стимулирующем гениталии эффекте», опубликовал эссе «Über Coca», но резко изменил своё отношение к кокаину, когда один из его друзей скончался от передозировки. Уильям Холстед, которого именуют «отцом американской хирургии», испытывая на себе анестезирующие свойства кокаина, впал в зависимость; пытаясь избавиться от неё, перешёл на морфий, который употреблял уже до конца жизни.
В 1909 году Эрнест Шеклтон взял с собой таблетки кокаина торговой марки «Forced March» в Антарктиду. Ими же пользовался капитан Р. Ф. Скотт во время своего путешествия к Южному полюсу.
Александр Вертинский рассказал о кокаине в книге воспоминаний «Дорогой длинною». Балтийские матросы в революционные годы употребляли т. н. «балтийский чай» — смесь спирта с кокаином. Спирт матросы именовали «кипяточком», а кокаин — «сахаром», отсюда и название.
Джордж Буш-младший, многократно обвинявшийся журналистами в употреблении кокаина, в интервью называл приём наркотика своей ошибкой. Диего Марадона был дисквалифицирован за употребление кокаина, проходил по обвинению за хранение кокаина.